# العلاقات السلوفينية المالية
العلاقات السلوفينية المالية هي العلاقات الثنائية التي تجمع بين سلوفينيا ومالي.

## مقارنة بين البلدين
هذه مقارنة عامة ومرجعية للدولتين:
| وجه المقارنة                                              | سلوفينيا                                                      | مالي            |
| --------------------------------------------------------- | ------------------------------------------------------------- | --------------- |
| المساحة (كم2)                                             | 20.27 ألف                                                     | 1.24 مليون      |
| عدد السكان (نسمة)                                         | 2.07 مليون                                                    | 18.54 مليون     |
| الكثافة السكانية (ن./كم²)                                 | 102.12                                                        | 14.95           |
| العاصمة                                                   | ليوبليانا                                                     | باماكو          |
| اللغة الرسمية                                             | اللغة السلوفينية، اللغة الإيطالية، لغة مجرية                  | لغة فرنسية      |
| العملة                                                    | يورو، تولار سلوفيني                                           | فرنك غرب أفريقي |
| الناتج المحلي الإجمالي (بليون دولار)                      | 48.77 مليار                                                   | 15.29 مليار     |
| الناتج المحلي الإجمالي (تعادل القوة الشرائية) بليون دولار | 66.01 مليار                                                   | 35.69 مليار     |
| الناتج المحلي الإجمالي الاسمي للفرد دولار أمريكي          | 20.73 ألف                                                     | 724             |
| الناتج المحلي الإجمالي للفرد دولار أمريكي                 | 30.40 ألف                                                     | 1.60 ألف        |
| مؤشر التنمية البشرية                                      | 0.880                                                         | 0.419           |
| رمز المكالمات الدولي                                      | +386                                                          | +223            |
| رمز الإنترنت                                              | .si                                                           | .ml             |
| المنطقة الزمنية                                           | توقيت وسط أوروبا، ت ع م+01:00، ت ع م+02:00، أوروبا/ليوبليانا ‏ | 00              |

## منظمات دولية مشتركة
يشترك البلدان في عضوية مجموعة من المنظمات الدولية، منها:
| علم المنظمة | اسم المنظمة                               | تاريخ انضمام سلوفينيا | تاريخ انضمام مالي |
| ----------- | ----------------------------------------- | --------------------- | ----------------- |
|             | مؤسسة التنمية الدولية                     | 25 فبراير 1993        | 27 سبتمبر 1963    |
|             | الأمم المتحدة                             | 22 مايو 1992          | 28 سبتمبر 1960    |
|             | منظمة التجارة العالمية                    | ?                     | ?                 |
|             | منظمة الشرطة الجنائية الدولية             | ?                     | ?                 |
|             | المركز الدولي لتسوية المنازعات الاستشارية | 6 أبريل 1994          | 2 فبراير 1978     |
|             | الاتحاد الدولي للاتصالات                  | 16 يونيو 1992         | 21 أكتوبر 1960    |
|             | الفريق المعني برصد الأرض                  | ?                     | ?                 |
|             | البنك الدولي للإنشاء والتعمير             | 25 فبراير 1993        | 27 سبتمبر 1963    |
|             | الاتحاد البريدي العالمي                   | ?                     | ?                 |
|             | منظمة حظر الأسلحة الكيميائية              | ?                     | ?                 |
|             | مؤسسة التمويل الدولية                     | 25 فبراير 1993        | 9 مايو 1978       |
|             | وكالة ضمان الاستثمار متعدد الأطراف        | 19 مارس 1993          | 22 أكتوبر 1992    |
|             | يونسكو                                    | 27 مايو 1992          | 7 نوفمبر 1960     |

## وصلات خارجية
- موقع وزارة الخارجية السلوفينية